# Lager (växt)
Lager eller lagerträd (Laurus nobilis) är ett träd som tillhör familjen lagerväxter. Det blir upp till 20 meter högt och blommar från mars till april med små fyrtaliga, enkönade, gröngula blommor som har en sötaktig doft.
Lagerträdets aromatiska blad har prisats i årtusenden som mer än bara krydda, vilket dess namn, nobilis = förnäm eller ädel, avslöjar. Redan under antiken gavs det ut lärdoms- och segerkransar av lager, vilket än idag används vid högtidliga ceremonier. Årligen får nya doktorer vid svenska universitet en lagerkrans vid promotionen. I Botaniska trädgården i Uppsala finns än idag de träd efter vilka Linné 1753 beskrev arten.
Artepitetet i det vetenskapliga namnet är bildat av det latinska ordet för förnäm.
Kring Medelhavet har den vildväxande lagern minskat i omfattning. Lager är ett städsegrönt träd och en prydnadsväxt i hela Europa, i form av solitärer och krukväxter, då de är dekorativa året om.
Vilda exemplar förekommer från Frankrike över norra Italien till södra Svarta havet och från Kanarieöarna över Egypten till Mellanöstern. I samma region blev flera populationer introducerad. Lager hittas i öppna skogar, buskskogar, vid stranden eller intill vattendrag. Den föredrar varma regioner med tillräcklig regnfall. I Grekland hittas den ofta tillsammans med stenek.
Intensivt bruk av arten påverkar beståndet i några regioner. Hela populationen minskar men lager har en stor utbredning. IUCN listar den som livskraftig (LC).